# Selaginella arsiclada
Selaginella arsiclada är en mosslummerväxtart som beskrevs av Valdespino. Selaginella arsiclada ingår i släktet mosslumrar, och familjen mosslummerväxter. Inga underarter finns listade i Catalogue of Life.